# 加賀原遺跡
座標: 北緯35度31分34.2秒 東経139度33分32.2秒 / 北緯35.526167度 東経139.558944度
加賀原遺跡（かがっぱらいせき/かがはらいせき）は、神奈川県横浜市都筑区加賀原（かがはら）一丁目4付近に所在する縄文時代中期を中心とする集落の遺跡である。港北ニュータウン遺跡群の1つとして遺跡南部を中心に発掘調査され、楕円形大型建物などが検出された。現在、月出松公園（つきでまつこうえん）の地下に未調査範囲が埋没保存されている。

## 概要
1965年（昭和40年）に発表された港北ニュータウン事業によって、現在の都筑区（かつては緑区・港北区）地域では、1970年代から丘陵（森林）と谷戸（田畑）の広がる里山を一大住宅地域に改造する未曾有の開発工事が開始された。これに伴い、開発区域内に広がる268箇所もの周知の埋蔵文化財包蔵地（遺跡）のうち、200箇所以上が1970年（昭和45年）から約20年かけて発掘調査された。
加賀原遺跡は、鶴見川本流と支流の早渕川に挟まれた丘陵地帯に所在する（調査当時の住所は緑区佐江戸町2508付近）。北方の三の丸遺跡・二ノ丸遺跡・寅ヶ谷東（とらがやとひがし）遺跡、西隣の月出松遺跡など、同じ台地上に連面と営まれた縄文時代中期から後期の集落群の1つである。港北ニュータウン遺跡群の調査が始まった1970年（昭和45年）の11月から12月にかけ、事前の予備調査が実施され、長径が10mを越え、内部に小規模な建物内貝層を形成する縄文時代中期の楕円形大形建物が検出された。
その後、近隣の佐江戸8遺跡・池辺（いこのべ）9遺跡とともに1977年（昭和52年）4月20日から8月23日まで発掘調査が行われた。また、加賀原遺跡の西に隣接する縄文中期末～後期初頭の集落遺跡である月出松遺跡についての、1979年（昭和54年）から1981年（昭和56年）にかけての発掘調査の際、隣で造成を受けている加賀原遺跡の範囲で新たに竪穴建物が確認され追加調査されている（ただし工事中の緊急対応だったため、遺構の検出地点に座標の狂いが生じてしまったという）。この結果、縄文時代中期に属する竪穴建物20軒、土坑17基、集石1基、焼土2基、柱穴群2箇所などの遺構が検出され（旧池辺9遺跡の範囲含む）、勝坂式土器や加曽利E式土器などの遺物が出土した。
調査された領域は遺跡の南部に限られており、未調査部は「月出松公園」として地中に現状保存されることになった。しかし、発掘調査を行った港北ニュータウン埋蔵文化財調査団（現在は横浜市ふるさと歴史財団埋蔵文化財センター）によれば、現状は発掘調査範囲より広い範囲で造成を受けており、月出松公園内も含めて地下の遺構保存状況が万全であるかは疑わしいとしている。
なお、月出松公園西側には、縄文時代中期末～後期初頭の集落遺跡の月出松遺跡があるが（調査後に住宅地化）、こちらは同公園の敷地にはほとんど重複していない。